# Добряны (Львовский район)
Добряны (укр. Добряни) — село в Городокской городской общине Львовского района Львовской области Украины.
Население по переписи 2001 года составляло 987 человек. Занимает площадь 0,319 км². Почтовый индекс — 81530. Телефонный код — 3231.
Первое письменное упоминание о селе встречается в исторических документах 1437 года.

## Известные жители
- Милян, Николай Иванович — Герой Социалистического Труда